# Burkhard I. (Zollern)

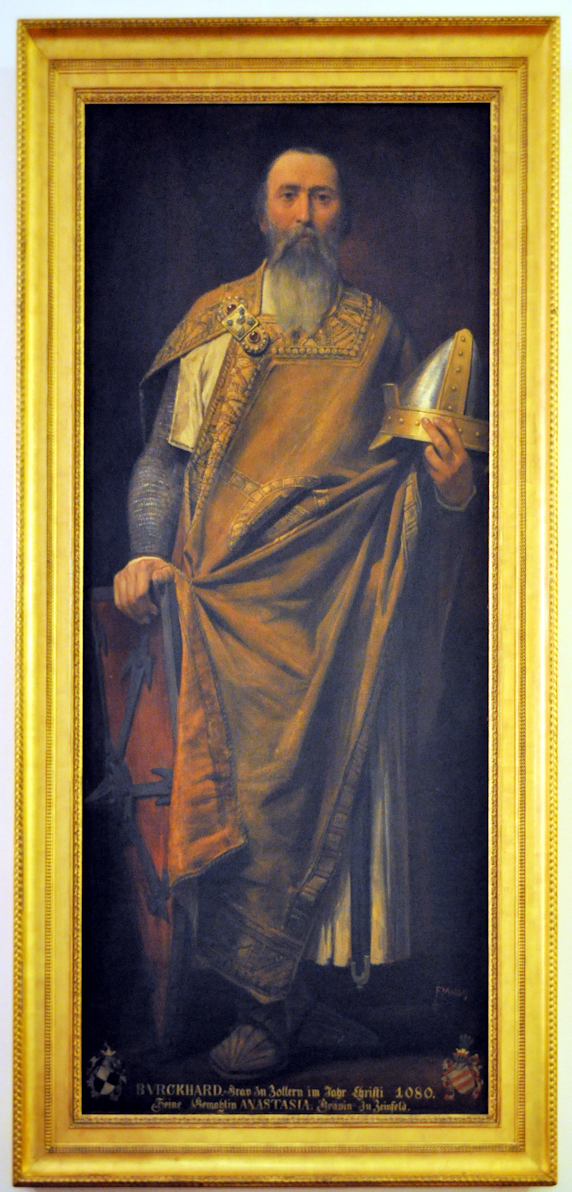
Burg Peles: neoromantisches Gemälde das Graf Burkard I., idealisiert dargestellt

Burkhard I. von Zollern (de Zolorin), auch Burchard von Zollern, († 1061) ist der erste in einer zuverlässigen Quelle genannte Hohenzoller.

## Leben
Da bei der Herkunft der Hohenzollern vieles im Dunkeln bleibt, haben frühe Gelehrte aufgrund des Namens fälschlicherweise angenommen, Burkhard entstamme dem mittelalterlichen Geschlecht der Burchardinger. Historisch sichere Aussagen über die Herkunft Burkhards sind nicht möglich.
In den Annalen des Reichenauer Mönchs Berthold werden die 1061 getöteten „Burchardus et Wezil de Zolorin“ erwähnt. Eine Verwandtschaft ist nicht belegbar, wenngleich in späteren Quellen diese unterstellt wird. Ob die Edlen in einer Fehde gefallen sind oder nicht, wird in der Niederschrift des Mönches nicht geklärt.
Bei seinem Vater könnte es sich um Friedrich handeln, einem Grafen im Sülichgau (entspricht etwa dem heutigen Landkreis Tübingen). Als Mutter wird Irmentrud, Tochter von Graf Burkhard von Nellenburg vermutet.
Nächster bekannter Hohenzoller war Friedrich I.